# PostScript
PostScript je programovací jazyk určený ke grafickému popisu tisknutelných dokumentů vyvinutý v roce 1985 firmou Adobe Systems Incorporated. Jeho hlavní výhodou je, že je nezávislý na zařízení, na kterém se má dokument tisknout. Je považován za standard pro dražší tiskárny. Díky svým rozsáhlým možnostem se však brzy stal i formátem k ukládání obrázků.
Jeho standardní přípona je .ps a MIME typ application/postscript.
Pro interpretaci tohoto formátu se používá například volně šiřitelný program GhostScript s grafickou nadstavbou GhostView.
Pro rastrové, vektorové i kombinované obrázky se používá přípona .eps (Encapsulated PostScript). EPS soubor se vyznačuje tím, že tzv. bounding box (obdélník ohraničující tisknutelnou oblast) obsahuje jen a pouze kýžený obrázek (na rozdíl od klasického PS souboru, kdy bounding box kopíruje formát listu papíru).
PostScript byl později částečně nahrazen formátem PDF.

## Alternativy
Alternativa k jazyku PostScript je jazyk PCL od firmy Hewlett-Packard, jedná se ale o méně úspěšné řešení, jelikož se ho nepodařilo tolik rozšířit ze strany výrobců.

## Princip
Obecně jde o množinu matematických příkazů určujících, jak má být stránka rozvržena.
Používá se souřadnicový systém k určování jednotlivých objektů – grafické prvky, text a dalších. Souřadnicový systém je nezávislý na zobrazovacím prostoru zařízení. Objekty jsou definovány podle souřadnicové polohy dané souřadnicemi x a y. Tento souřadnicový prostor se označuje termínem prostor uživatele. Celá oblast v tomto prostoru se zadává v bodech (points = 1/72 palce). Rovněž zařízení výstupní disponuje vlastním prostorem – tzv. prostorem zařízení. V tomto prostoru lze uživatelský prostor posouvat nebo natáčet.
Postscriptový soubor se obvykle skládá ze dvou částí – prolog a script:
- Prolog – se skládá z informací nezbytných pro správný tisk dokumentu, obsahuje i informace o záhlaví a definici jednotlivých procedur.
- Script – se skládá z aktuálního popisu úlohy na úrovni jedné stránky.

## Syntax PostScriptu
Programy v jazyce PostScript se píší v postfixové notaci. Postfixová notace spočívá v tom, že operátor je uveden vždy za operandy, na něž je aplikován.

### Několik ukázek zápisu
- clear – vymaže obsah zásobníku
- findfont – vyhledá příslušný font ve slovníku fontů a výsledek předá překladači
- setfont – nalezený font se nastaví jako aktivní font
- add – sčítání
- div – dělení
- moveto – přesune aktuální souřadnice do bodu (x, y)
- lineto – přidá k již existující cestě úsečku do (x, y)
- rmoveto – přesune pozici o x bodů vpravo a y bodů nahoru od aktuální pozice